# Sescoi
Sescoi entwickelt industrielle Software-Lösungen für die computergestützte Fertigung (computer-aided manufacturing – CAM), Unternehmensintegration und erhöhte Produktivität der Unternehmen. Die WorkNC-Software des Unternehmens ist einer der Marktführer im CAD/CAM Bereich und wird z. B. in Japan von mehr als 25 % der Unternehmen im Werkzeug und Formenbau verwendet. Sescoi entwickelt auch WorkPLAN, eine ERP-Software für Einzelfertiger und projektorientiert arbeitende Unternehmen. Sescoi hat weltweit mehr als 5000 Kunden und 11000 verkaufte Lizenzen. Der Sitz der deutschen Tochtergesellschaft Sescoi GmbH befindet sich in Neu-Isenburg.

## Geschichte
Sescoi wurde von Bruno Marko 1987 gegründet. Der Name der Gesellschaft erklärt sich aus dem französischen Akronym „Société Européenne Spécialisée en Communication, Organisation et Informatique“. Sescoi war einer der Vorreiter bei der Entwicklung von 3D-CAM-Software mit der Veröffentlichung von WorkNC im Jahre 1988. Von Anfang an lag der Schwerpunkt von WorkNC auf Automatisierung und Bedienkomfort.
1992 gab das Unternehmen WorkPLAN heraus, seine erste ERP-Software für Einzelfertigung und Projekt-Management. Sescoi erwarb 2001 die Firma Xitron und 2002 die Firma Mecasoft Industrie, Entwickler von SolidConcept. 2002 erschien WorkNC-CAD, 2003 WorkNC 5-Achsen. Mit MyWorkPLAN wurde 2006 eine modulare ERP-Software für das Projekt-Management auf den Markt gebracht. 2007 folgte WorkNC G3. Sescoi gab 2008 WorkXPlore 3D heraus, einen extrem schnellen Viewer zum Visualisieren und Analysieren von 3D-CAD-Modellen in Teamarbeit, ohne dass die Originale CAD Anwendung benötigt wird. Im gleichen Jahr wurde WorkPLAN Enterprise veröffentlicht, eine vollständige ERP-Software für Einzelfertiger, Firmen im Werkzeug- und Formenbau und Konstruktionsabteilungen. 2009 brachte Sescoi WorkNC Dental, eine CAD/CAM-Software für die automatische Fräsbearbeitung von Prothesen, Implantaten oder Zahngerüsten, sowie WorkNC Wire EDM, eine Software für das Drahterodieren, auf den Markt.

## Niederlassungen
Sescoi verfügt über Niederlassungen in den USA, GB, Frankreich, Deutschland, Spanien, Japan, Indien, China und Korea und über mehr als 50 über die Welt verteilte Vertriebshändler.

## Hauptprodukte
- WorkNC - Automatische CAD/CAM-Software für die Bearbeitung komplexer Bauteile von 2- bis 5-Achsen.
- WorkPLAN Enterprise - ERP-Software für die Einzelfertigung
- MyWorkPLAN - ERP-Software für das Jobmanagement
- WorkXPlore 3D - ein extrem schneller Viewer zum Analysieren von 3D-CAD-Dateien in Teamarbeit
- WorkNC Dental - CAD/CAM-Software für die automatische Fräsbearbeitung von Prothesen, Implantaten oder Zahngerüsten

## Sponsorship
Sescoi war zu allen Zeiten im Sport Sponsorship aktiv und besonders als Sponsor für das Formel-1-Team Prost Grand Prix in den Jahren 1999 und 2000 bekannt, sowie für die deutsche Rennfahrerin Catharina Felser.

## Belege
1. ↑  EngineeringTalk, “Nikkan Kogyo survey” (Memento vom 11. Oktober 2008 im Internet Archive) (englisch)
2. ↑  Sescoi Webseite, „Firmen Profil“ (Memento vom 11. Oktober 2009 im Internet Archive)
3. ↑  Erfahrungsberichte, „Historischer WorkNC Kunde seit 20 Jahren: Salomon setzt auf 'no limit'“ (Memento vom 18. November 2008 im Internet Archive)
4. ↑   Machinery, the home of production engineering „Grand Cru CAM article“ (Memento vom 25. Februar 2012 im Internet Archive) (PDF; 308 kB) (englisch)
5. ↑  E-plasturgy news, “Premier lancement Mecasoft, groupe Sescoi” (französisch)
6. ↑  CAD News, „Interview mit Werner Möller, Verkaufsleiter der Sescoi GmbH“ (Memento vom 26. Dezember 2010 im Internet Archive) (PDF; 213 kB)
7. ↑  ZAHNTECHNIK Magazin, “WorkNC Dental: Schneller und präziser fertigen mit CAM-Lösung”
8. ↑  Desktop Engineering, “Sescoi Introduces WorkNC Wire EDM” (englisch)
9. ↑  ProstFan website, Year 2000 sponsors